# نوريوكي ساكاموتو
نوريوكي ساكاموتو (باليابانية: 酒本 憲幸) (8 سبتمبر 1984 في واكاياما في اليابان – )؛ هو لاعب كرة قدم ياباني سابق كان يلعب كلاعب وسط.

## وصلات خارجية
- نوريوكي ساكاموتو على موقع رابطة كرة القدم اليابانية للمحترفين (اليابانية)
- نوريوكي ساكاموتو على موقع قاعدة بيانات كرة القدم.إي يو (الإنجليزية)
- نوريوكي ساكاموتو على موقع Soccerway.com (الإنجليزية)
- نوريوكي ساكاموتو على موقع عالم كرة القدم.نت (الإنجليزية)
- نوريوكي ساكاموتو على موقع كووورة